# 雪蘭莪
3°20′N 101°30′E / 3.333°N 101.500°E
雪蘭莪（發音：[s(ə)laŋo(r)]、英語：/səˈlæŋə/；简称雪州），馬來西亞十三州之一，位于马来半岛西海岸中部，首府是一个发展迅速的城市。全境環繞吉隆坡和布城這两个联邦直辖区，北部與霹靂州為鄰、東部與彭亨州南部與森美蘭州接壤。雪兰莪、布城和吉隆坡常合称爲「雪隆」或「巴生谷」（Klang Valley）。
雪州首府是莎阿南，但是雪州的第一个城市却是皇城。其他主要城市包括具大城市地位的八打灵再也和梳邦再也。雪州是马来西亚除砂拉越外拥有多个大城市的州属。
雪州在马来西亚的国内生产总值（GDP）中贡献了2,399.68亿马币（约555亿美元），在2015年占国内生产总值的22.6％。雪州也是马来西亚最发达的州属，并拥有良好的基础设施如高速公路和交通运输，但水供系统管理差劲。雪州同时也是拥有全国最多人口的州属，生活水平较高，贫困率是全国最低的，是名副其实的先进州属。

## 名稱來源
雪蘭莪名稱的來源已經不可考究，根據一些古舊的線索顯示這名稱的來源可能是來自於馬來文字selangau，意為巨大的蒼蠅。主要的可能是因為在以前有許多的蒼蠅聚集在位於州内西北部的雪蘭莪河旁的沼澤。
另一個更合理的解釋是來自於Selang Ur，合稱起來的意思為海峽之城。Selang在馬來語的意思為海峽，Ur在淡米爾語的意思為城市，Aur（与Ur读音相似）在马来语中也有河的意思。因此，雪兰莪可能意为「海峡」。但有个问题是，假设“selang”这个词实际上并不意味着马来语中的“海峡”，即使根据马来语大辞典（
Kamus Dewan），“海峡”在马来语中应为“selat”。
另一个可能的名称来源是Sela和Ngor这两个词的组合（sela意思是“一个闸”，而ngor意思是“竹子”）。雪兰莪河的河床可能在过去是一片竹林。然而竹子在河下游的湿润土壤中生长良好。也有可能，雪兰莪河是一个原住民语言因一些河流便以原住民语言命名如白沙罗河(Sungai Damansara)。
也有一些书面记录如马来纪年指雪兰莪为“萨马林加”。
清朝古籍《海录》作沙剌我。

## 歷史

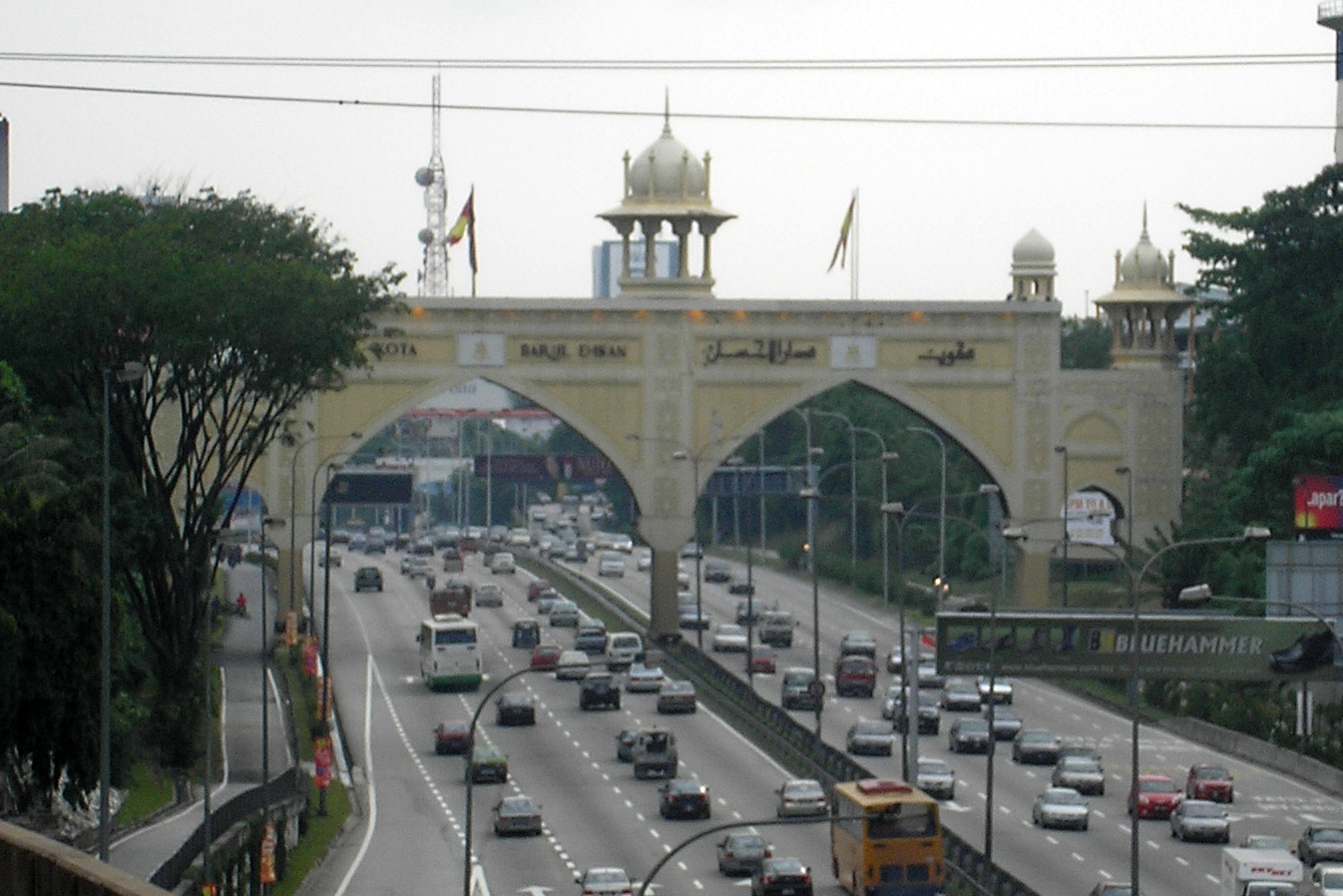
位于联邦大道上的雪兰莪牌楼，纪念雪兰莪将吉隆坡割让给联邦政府成立联邦直辖区

15世紀時期，雪蘭莪處於馬六甲王國的統治之下。1511年，葡萄牙人消滅馬六甲王國後，雪蘭莪就成為了葡萄牙、柔佛、亞齊和暹羅爭奪之地。1641年，荷蘭人取代葡萄牙人佔領了馬六甲後，引進來自蘇拉威西的武吉斯人充當僱傭兵，後來這些武吉斯人的實力越來越強大，於1740年直接在雪蘭莪這塊土地上建立了世襲的蘇丹統治，导致早於100年前便已从苏门答腊来到这里的米南加保人被迫迁到别处，直到現在。
19世紀，由於工業革命的因素，歐洲各地對錫和橡膠有極大的需求量，當時雪蘭莪的土地蘊藏了豐富的錫礦，氣候條件也非常適合橡膠樹的生長，所带来的经济增长吸引了大量的中國和印度移民。由於來自於中國的勞工越來越多，也組成了許多實力龐大的幫派，主要分為海山派和義興派。这些华侨建立了黑帮，并与雪兰莪的大臣们勾结以争夺这里的资源。
此時的雪蘭莪皇室也發生了皇位之爭，各幫派擁護不同的皇室家族，為了爭奪錫礦場，各幫派之間一直發生許多大大小小的鬥爭，導致當時雪蘭莪的經濟遭受嚴重的破壞。当时的巴生战争及混乱局势，也讓英國人有機介入雪蘭莪的內政，於1874年逼迫雪蘭莪蘇丹簽署條約，让雪兰莪苏丹接受参政司，成為英國的保護國。这个计策让英国得以成功控制局面，并对雪兰莪复苏产生效用，從此雪蘭莪就被納入為英國的殖民地之一，經過英國人的協調後，各華人幫派結束鬥爭，經濟活動恢復，雪蘭莪經濟再次達到繁榮。
1896年，参政司弗兰克·瑞登汉為了更方便管理英国在馬來半島的殖民地，把雪蘭莪、彭亨、霹靂和森美蘭這四個邦組成馬來聯邦，以当时雪兰莪的首都——吉隆坡作为其中心，當時的華僑稱之為“四州府”。
第二次世界大戰期間，日本曾統治了雪蘭莪三年零八個月之久。战后，馬來聯邦于1946年扩大為馬來亞聯邦、1948年改为馬來亞聯合邦，并於1957年脫離英國獨立，後來在1963年加入了新加坡、沙巴和砂拉越成為馬來西亞。當時仍屬於雪蘭莪的吉隆坡市為馬來西亞首都兼雪蘭莪州首府。
1974年，雪蘭莪与联邦政府达成协议，将吉隆坡划给联邦政府作為聯邦直轄區，雪蘭莪州的首府也由吉隆坡遷至其西部的莎亞南。
1995年，位於雪蘭莪境內的布城因為被選為馬來西亞的新行政首都，當時的雪蘭莪蘇丹沙拉弗丁再次被要求割讓布城的土地劃給聯邦政府。2001年，经雪兰莪州议会修宪通过，布城的土地正式割讓給聯邦政府，成為馬來西亞第三個聯邦直轄區。
如今，雪兰莪的面积达7,956平方公里，并是马来西亚人口最多的州属。雪兰莪州务大臣于2005年宣布雪兰莪为先进州。

## 人口
雪兰莪州是马来西亚人口最多的州属，拥有全国最大的城市带——巴生谷。雪州优越的地理位置——位于马来西亚半岛中心使得州内快速发展，并是馬來西亞的交通和工業中心。这创造了许多就业机会，并吸引了来自国内其他州属和海外的居民移民至此，尤其是是来自印尼、菲律賓、越南、緬甸、孟加拉、印度、巴基斯坦、中國、尼泊爾等地的移民。其中有不少的外籍勞工非法入境，特別是來自印尼的非法移民，使得雪蘭莪的人口急速增長(而其中的士拉央區羅興亞人已成為多數人口)。
雪兰莪州是马来西亚人口最多的州属，近几十年来，由于巴生谷的发展在很大程度上显着增加州内的人口。1980年的人口为1,426,250人，到2000年，就已翻了一倍，达到3,941,316人。截至2015年，雪州人口共有5,874,100人。

### 族群
| 族群             | 人口      | 人口    | 人口      | 人口    |
| 族群             | 2010年    | 2010年  | 2015      | 2015    |
| ---------------- | --------- | ------- | --------- | ------- |
| 马来人           | 2,814,597 | 51.34%  | 3,069,100 | 52.24%  |
| 其他土著         | 62,657    | 1.14%   | 77,500    | 1.32%   |
| 土著总数         | 2,877,254 | 52.48%  | 3,146,600 | 53.57%  |
| 华人             | 1,441,774 | 28.6%   | 1,499,400 | 25.52%  |
| 印度人           | 679,130   | 13.5%   | 712,000   | 12.12%  |
| 其他种族         | 42,163    | 0.8%    | 41,400    | 0.70%   |
| 马来西亚公民总数 | 5,040,321 | 98,03%  | 5,399,400 | 91.92%  |
| 非马来西亚公民   | 421,820   | 1.87%   | 474,700   | 8.08%   |
| 总数             | 5,482,141 | 100.00% | 5,874,100 | 100.00% |

雪兰莪马来人的血统受到布吉人、柔佛、米南佳保、Mandail、爪哇、Banjarese、罗兰人和本古鲁人影响，其中大多数马来人是穆斯林。爪哇后裔在雪州西海岸地区如沙白安南县、瓜拉雪兰莪县、巴生县、瓜拉冷岳县和雪邦县占主导地位。雪州人口也包括华人和印度人，是州内的主要民族。拥有三千人口的玛美里人是半岛原住民的主要分支，并可在加厘岛（Pulau Carey）找到，并依旧保有他们的文化和语言，同时适应现代生活方式。雪兰莪凭借其先进的发展状况，通过贸易、商业和教育方面与其他较落后地区有更多的跨国联系。

### 宗教信仰
| 2010年雪州宗教信仰 | 2010年雪州宗教信仰 | 2010年雪州宗教信仰 | 2010年雪州宗教信仰 | 2010年雪州宗教信仰 |
| ------------------ | ------------------ | ------------------ | ------------------ | ------------------ |
| 宗教               | 宗教               |                    | 百分比             | 百分比             |
| 伊斯兰教           | 伊斯兰教           |                    | 57.9%              | 57.9%              |
| 佛教               | 佛教               |                    | 24.4%              | 24.4%              |
| 兴都教             | 兴都教             |                    | 11.6%              | 11.6%              |
| 基督宗教           | 基督宗教           |                    | 3.8%               | 3.8%               |
| 中国民间信仰       | 中国民间信仰       |                    | 0.5%               | 0.5%               |
| 无神论             | 无神论             |                    | 0.4%               | 0.4%               |
| 不明               | 不明               |                    | 1.4%               | 1.4%               |

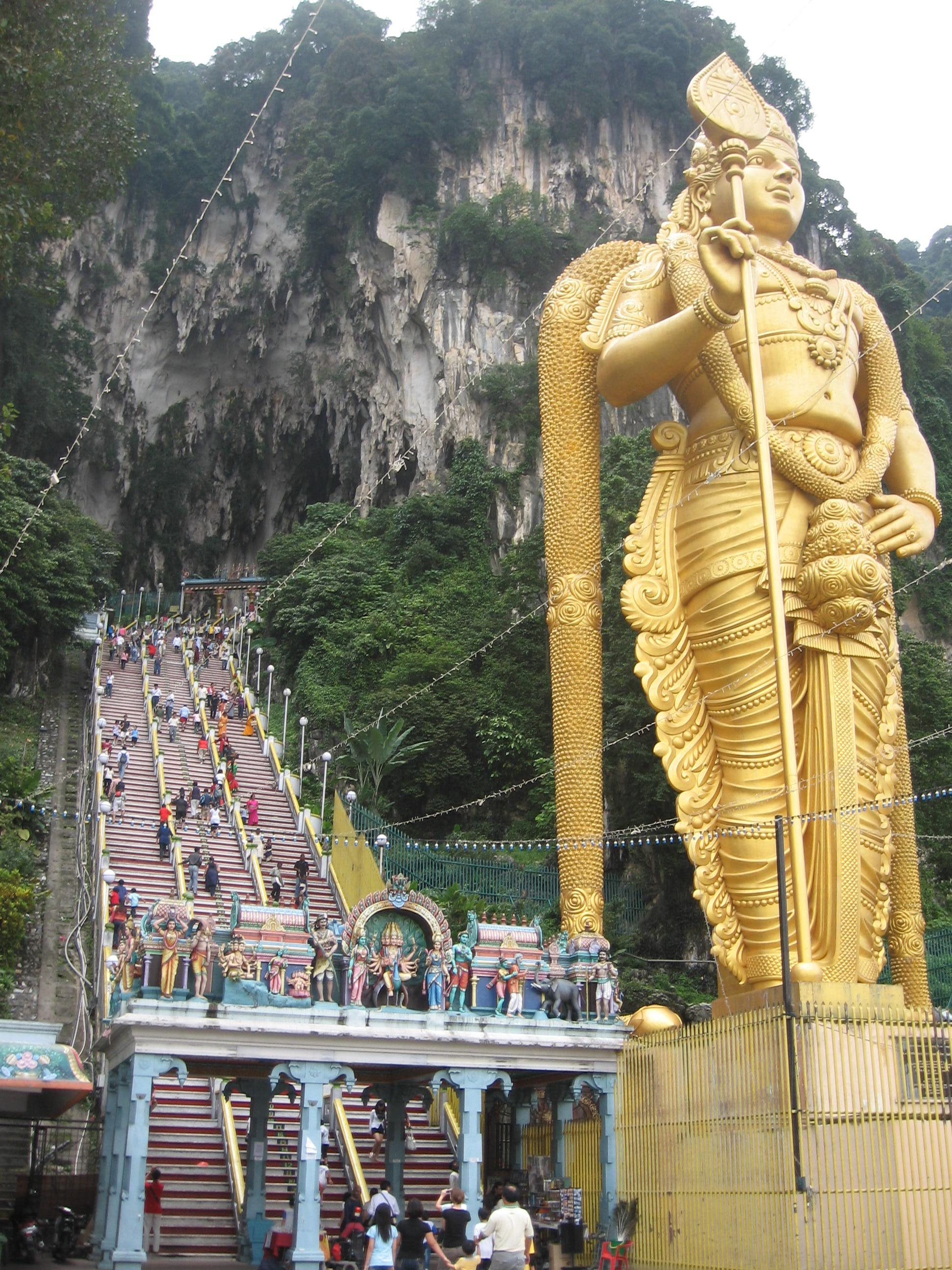
黑风洞，印度之外最热门的兴都教神社之一，神祇为室建陀。

根据2010年人口普查报告，雪州人口其中57.9％为穆斯林、24.4％为佛教徒、11.6％为印度教徒、3.8％为基督徒、0.5％为道教和中国民间信仰、0.4％为其他宗教徒、宗教不明占1％和0.4％为无神论。

### 市镇人口
以下為截止2016年雪州十大人口城市：
| 排名 | 城市                                    | 2016年人口（人） |
| ---- | --------------------------------------- | ---------------- |
| 1    | 巴生市                                  | 1,089,099        |
| 2    | 安邦                                    | 788,145          |
| 3    | 梳邦再也                                | 767,899          |
| 4    | 莎亚南                                  | 680,211          |
| 5    | 八打灵再也                              | 644,291          |
| 6    | 蕉赖                                    | 633,002          |
| 7    | 加影                                    | 480,277          |
| 8    | 士拉央                                  | 265,297          |
| 9    | 青翠木花园（Taman Greenwood，或指鹅唛） | 162,084          |
| 10   | 万挠                                    | 157,563          |

## 政治
雪州的制度为君主立宪制，其中最高统治者是自2001年开始成为苏丹的苏丹沙拉弗丁（Sultan Sharafuddin Idris Shah）。自2018年6月19日开始，希望联盟人民公正党的阿米鲁丁沙利担任州务大臣至今。

### 宪法
雪兰莪州的宪法于1959年2月26日生效。宪法分为两部分。根据1959年宪法，雪兰莪是君主立宪制。

### 皇室

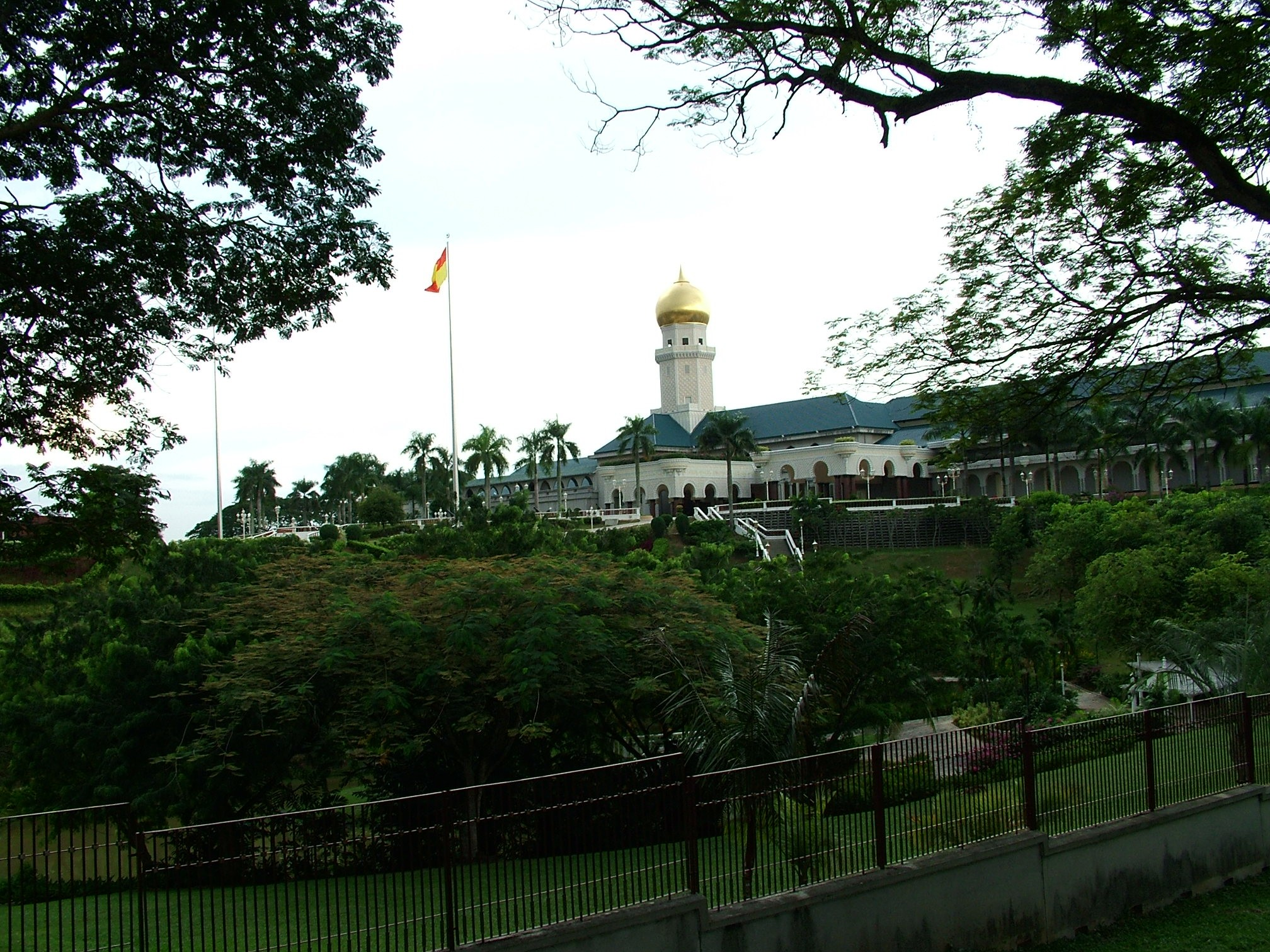
雪兰莪苏丹皇宫

雪兰莪的“苏丹”是雪兰莪的宪法统治者。苏丹的作用，权力和义务在1959年的宪法中有所规定。宪法阐明苏丹理事会拥有州行政权力，是伊斯兰教的州领导以及州的象征。这个位置只能由雪兰莪王室的一名成员担任。现任统治者是自2001年以来担任这一职务的苏丹沙拉弗丁殿下。

### 州内阁
1959年宪法生效后，州内阁与苏丹成为雪兰莪州政府的行政部门，并由州务大臣领导，以及其他10位行政议员。内阁成员由苏丹任命，而这些成员皆是从该届州议会成员选出。目前的雪州州务大臣是拿督斯里阿米鲁丁沙利。

### 州立法议会
雪州还有一个立法机构，称为雪蘭莪州議會。它类似于马来西亚下议院，但仅限于制定与州有关的法律。其成员在马来西亚选举中由人民选出，并通常与下议院选举同时举行。每个州议员的任期限制为五年。在任期届满之前，州议会将会解散，并进行选举选出新成员。

## 行政区划
雪兰莪共有9个县，由12个地方政府管辖，县署（政府所在地）则是州行政机关的分部。

### 雪兰莪县属列表
| 序 | 县           | 政府所在地                         | 2010年人口 |
| -- | ------------ | ---------------------------------- | ---------- |
| 1  | 鹅唛县       | 士拉央新镇（Bandar Baru Selayang） | 682,996    |
| 2  | 乌鲁冷岳县   | 万宜新镇                           | 1,141,880  |
| 3  | 乌鲁雪兰莪县 |                                    | 205,049    |
| 4  | 巴生县       | 巴生市                             | 848,149    |
| 5  | 瓜拉冷岳县   |                                    | 222,261    |
| 6  | 瓜拉雪兰莪县 | 瓜拉雪兰莪                         | 210,406    |
| 7  | 八打灵县     | 梳邦                               | 1,782,375  |
| 8  | 沙白安南县   |                                    | 106,158    |
| 9  | 雪邦县       | 沙叻丁宜（Salak Tinggi）           | 212,050    |

### 雪兰莪地方政府列表
| 县               | 地方政府         |
| ---------------- | ---------------- |
| 沙白安南县       | 沙白安南县议会   |
| 乌鲁雪兰莪县     | 乌鲁雪兰莪市议会 |
| 瓜拉雪兰莪县     | 瓜拉雪兰莪市议会 |
| 巴生县           | 巴生市议会       |
| 巴生县           | 莎阿南市政厅     |
| 八打灵县         |                  |
| 八打灵再也市政厅 |                  |
| 梳邦再也市政厅   |                  |
| 乌鲁冷岳县       | 加影市议会       |
| 乌鲁冷岳县       | 安邦市议会       |
| 鹅唛县           |                  |
| 士拉央市议会     |                  |
| 瓜拉冷岳县       | 瓜拉冷岳市议会   |
| 雪邦县           | 雪邦市议会       |

## 經濟

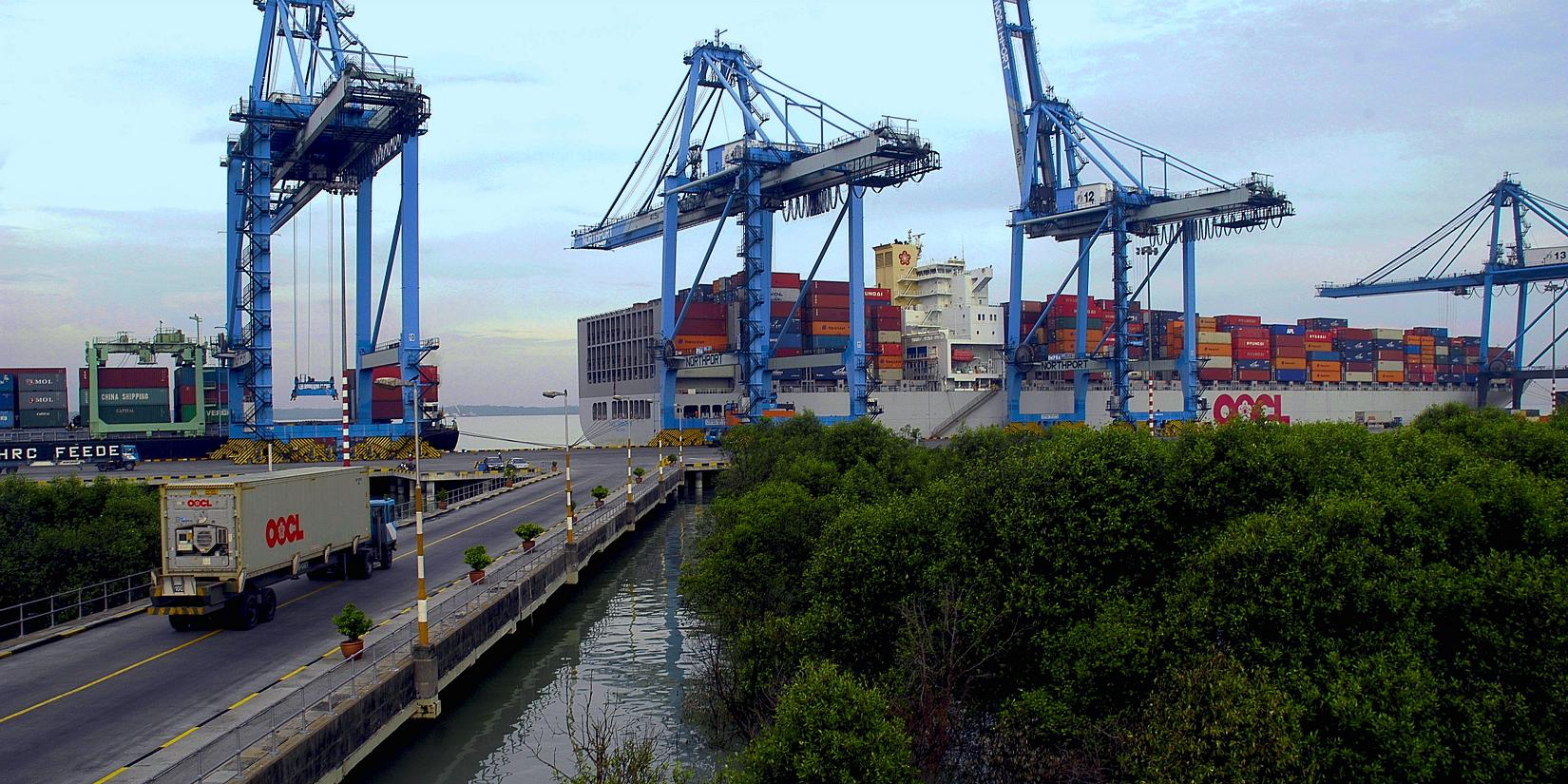
巴生港北港水岸。

雪州经济由渐进的市场经济组成。雪州经济的核心为商业和服務業。
雪蘭莪為馬來西亞經濟最發達的州屬，其國民生產總值（GDP）和购买力平价（PPP）遠高於其他的州屬。州政府因此在2005年8月27日正式宣布雪州为马来西亚的第一个先进州属。雪州的人類發展指數也是全国最高的。

### 商業、工業和服務業
商業、工業和服務業為雪蘭莪州的主要經濟活動，佔據了雪蘭莪州58%的國民生產總值（GDP）。馬來西亞幾個主要的工業區位於雪蘭莪州內，主要是生產電子產品、化學品和汽車，如宝腾和马来西亚第二国产车。进口车辆也在雪州组装，如丰田、日产、大众汽车、宝马、保时捷、沃尔沃等。
許多外商也將其在馬來西亞的分部都設在雪蘭莪境內。雪蘭莪主要工業城市為梳邦再也、沙亞南、巴生、加影、萬撓、士拉央、安邦和八打靈再也 。巴生港是雪兰莪工业发展的核心，因为它是马来西亚最繁忙的港口。雪兰莪也因此吸引许多外资前来投资。
服務業佔據了雪蘭莪經濟的38%。

### 農業
除了工业，農業也貢獻了雪州GDP的3.1%，使雪州经济蓬勃发展。雪蘭莪主要的農作物為楊桃、木瓜、香蕉等。虽然雪州不是稻米的主要生产地，但瓜拉雪兰莪县和沙白安南县的稻田提升了该地区的发展。在雪州进行的其他农业活动包括棕榈和橡胶种植园。

## 旅遊

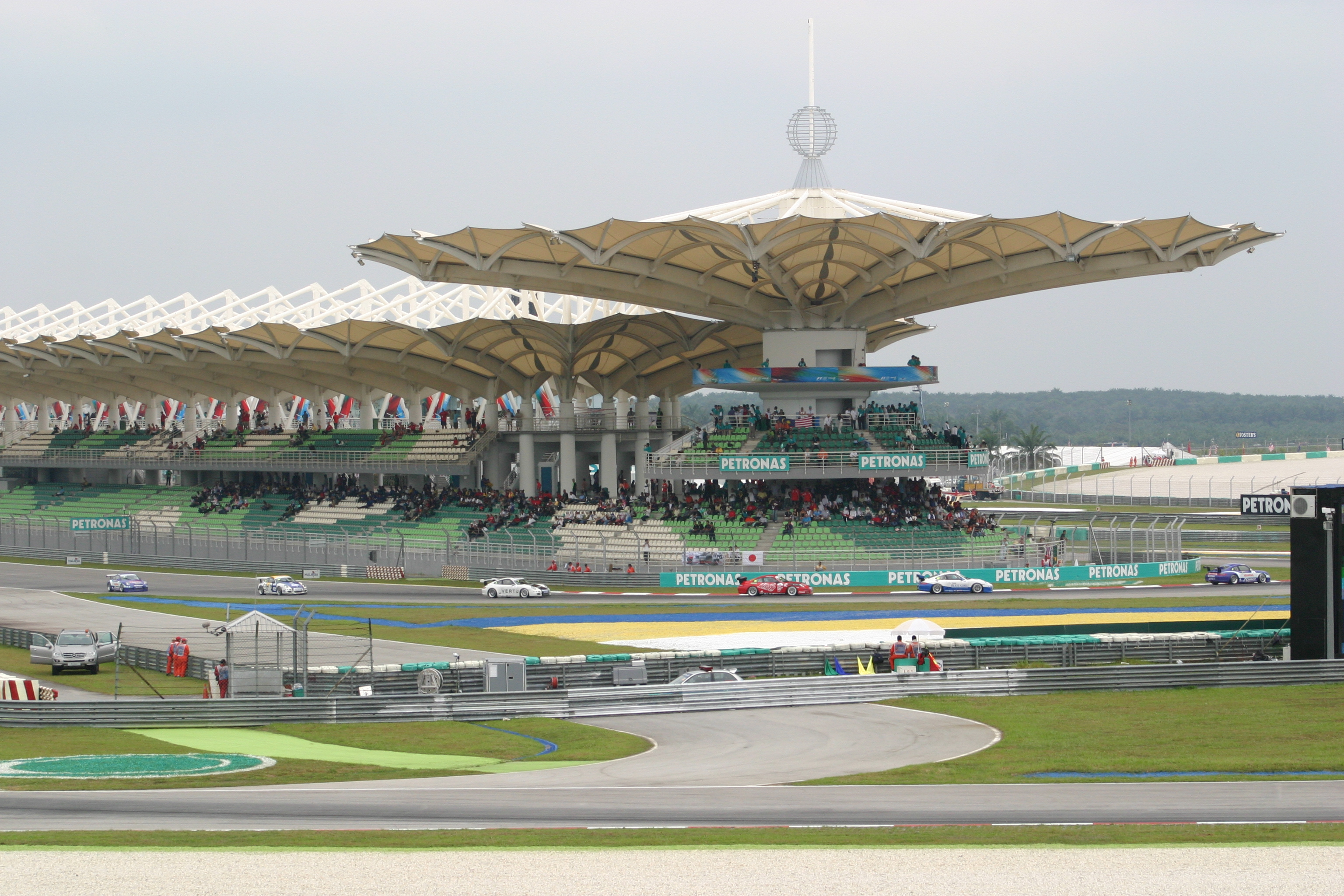
位于雪邦的雪邦国际赛道

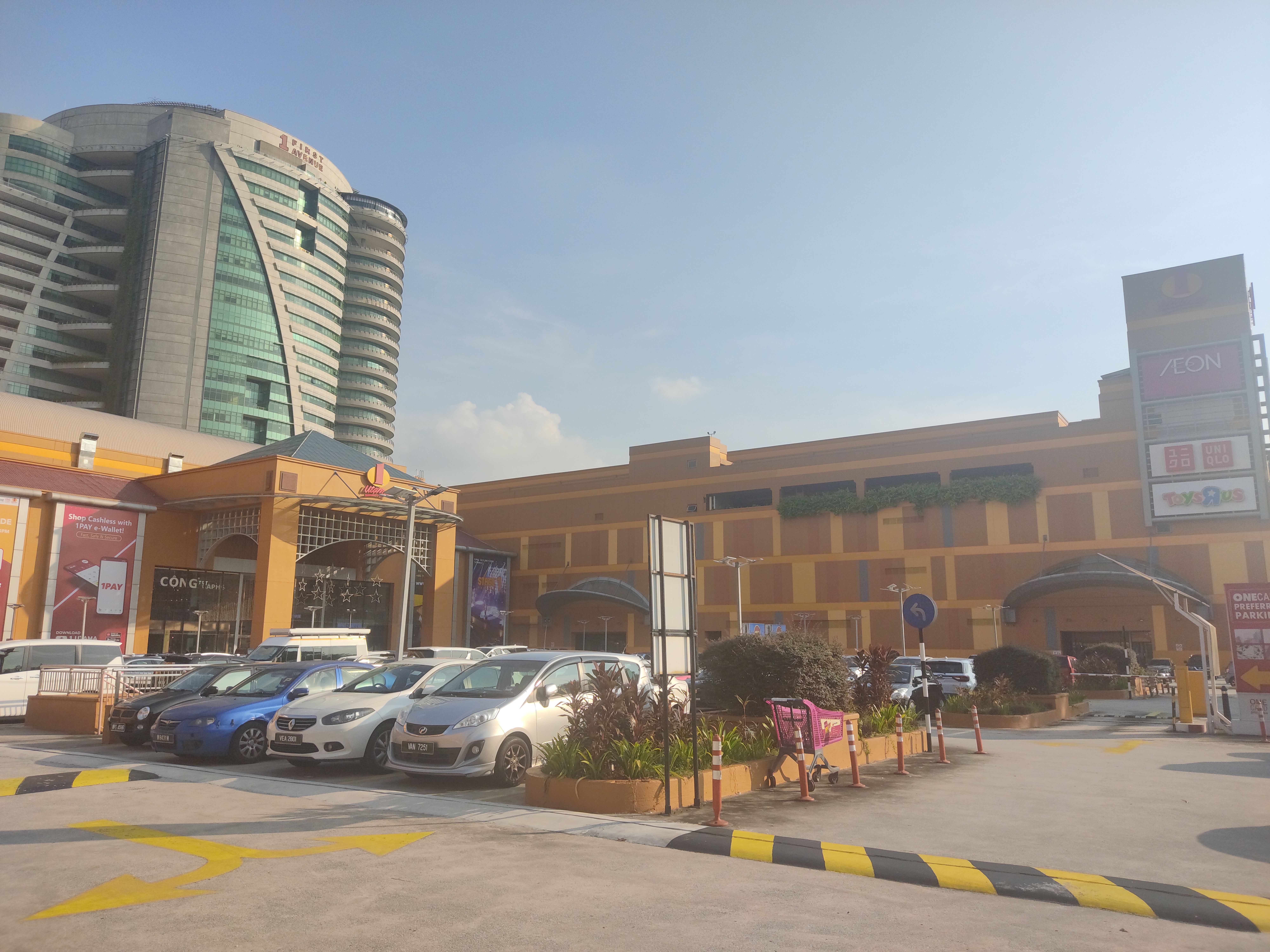
万达广场，位于灵市万达镇，是马来西亚最大的购物中心

旅遊佔雪州經濟的比重颇多，州內也有許多旅游景点。其中雪州主要旅游景点有位于莎亚南的i-City，一个智能商业零售枢纽，四周围被LED灯光环绕，还有一个室内冰雪公园。位于安邦的国家动物园（Zoo Negara），是马来西亚最大的动物园，拥有超过四千种动物。位于雪邦的雪邦国际赛道是马来西亚唯一举办许多赛车比赛的场地，并曾经多年举办一级方程式赛车（F1）。位于双威镇的双威水上乐园（Sunway Lagoon），是马来西亚首屈一指的主题公园。其他位于雪州的主题公园包括位于沙登的绿水坊Wonderland（The Mines Wonderland）及位于莎亚南的潮湿世界水上乐园（Wet World Water Park）。
其他州内旅游景点包括位于士拉央黑风洞镇的黑风洞，莎亚南、巴生、吉胆岛等地方。雪州最热门沙滩位于雪邦县的雪邦黄金海岸（Sepang Gold Coast）、Batu Laut和摩立（Morib）海滩。雪州也拥有许多生态旅游景点如位于瓜拉雪蘭莪的螢火蟲公園、莎亚南的马来西亚农业公园、共和联邦森林公园、士拉央及甲洞的马来西亚森林研究院（FRIM）、位于安邦的安邦森林公园和森林公园等。
雪兰莪各大市镇都拥有许多购物中心并吸引了許多本地和外国旅客前來購物，如位于的、位于商圈的The Curve、IPC 购物中心和宜家等、位于的丽阳城购物中心（3 Damansara）、格拉那再也的伯乐泰购物中心（Paradigm Mall）、双威镇的双威金字塔购物中心、沙登绿水坊（The Mines）、梳邦再也的梳邦百利广场、梳邦帝国和USJ高峰广场、蒲种IOI商场、巴生武吉丁宜永旺购物中心和武吉拉惹永旺购物中心、莎亚南的、Plaza Alam Sentral和SACC Mall。
雪州也是三温暖爱好者的天堂。自从2009年以来，当地的传统按摩店便如雨后春笋般出现。有些店提供脚底按摩及三温暖（SPA）服务。

## 交通

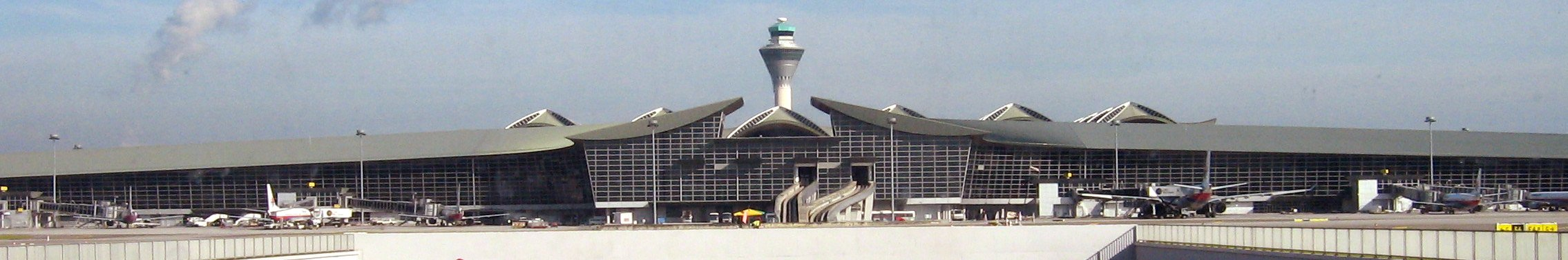
位于雪邦的吉隆坡國際機場

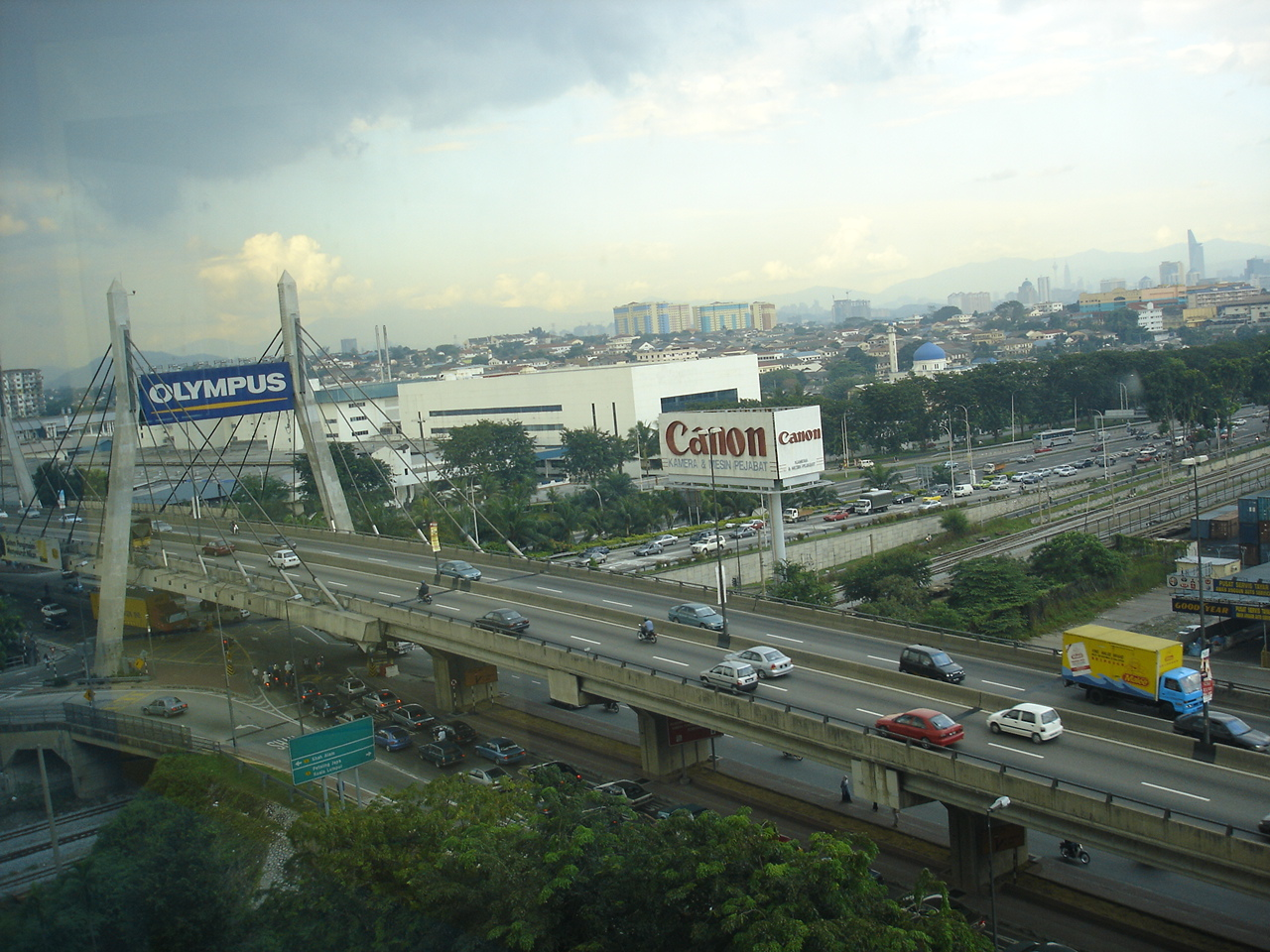
白沙罗－蒲种大道

雪兰莪拥有航空、道路和铁路系统，交通四通八达。西马西海岸如南北大道都行经于此，同时雪州拥有超过20条的高速公路。这里大部分高速公路都是需要收费的，道路使用者必须使用储值卡如一触即通卡（Touch 'n Go）或Smart TAG来进行付款。
馬來西亞最繁忙的機場——吉隆坡國際機場就位於雪邦，吉隆坡国际机场由主航站楼建筑、卫星航站楼A和klia2（吉隆坡国际机场第二航站楼）组成。另一個國際機場－－蘇丹阿都阿兹沙機場則是位於梳邦，也称，是东南亚私人航空服务的主要机场枢纽。
巴生港——马来西亚最繁忙的港口，就位于雪州西端沿海地带。
马来亚铁路通勤铁路（KTM通勤铁路，KTM Komuter）提供前往雪州主要城镇如加影、巴生港、莎亚南、梳邦再也、八打灵再也、万挠等地的服务。其也通往吉隆坡中央车站，一个位于市中心的现代交通枢纽，可通过这里转乘至其他铁路路线。雪州境内也有轻快铁（俗称LRT）服务网，由安邦线、大城堡线、格拉那再也线以及预计将于2024年启用的莎阿南线组成，皆由吉隆坡快捷通营运。
此外，吉隆坡机场支线（KLIA Transit）也在雪州境内设有数站。

### 大城堡和格拉那再也线轻轨延长线
2006年8月29日，马来西亚政府宣布将会延长至双威镇、梳邦再也、和。此计划总值七十亿马币，以扩张巴生谷公交网络。
这项计划也包括，延长至蒲种和吉隆坡西南部市郊。同时，这项计划还包括加影线（旧称双溪毛糯－加影线），从双溪毛糯至加影。
2009年9月，开始规划建设延长线，并给予民众在其3个月的展览期间反馈。这项计划使格拉那再也线和安邦线（大城堡线）增加13个新车站并延长了17.7公里。布特拉高原站是这两条延长线的转换站。工程于2013年中开始至2016年7月正式开通。

### 捷运线
巴生谷捷运系统被誉为马来西亚有史以来最大型的基础建设工程，计划投资366亿令吉兴建3条高运量地铁路线，线路总长度超过150公里，形成连接首都方圆20公里地区的轨道交通网络，预计每天载送乘客量最高可达200万人次；一号线为连接哥打白沙罗、吉隆坡、蕉赖、加影的9 加影线；二号线为连接双溪毛糯、甲洞、吉隆坡、沙登、布城的12 布城线；三号线则是连接吉隆坡市中心与雪兰莪州内的安邦再也的13 环状线。
其中加影线第一阶段线路已于2016年12月开通，剩余的车站也在2017年7月正式开通。布城线第一阶段线路于2022年6月开通，其余正进行最终技术测试，预计2023年年头开通。而环状线则计划于2030年全线贯通。

## 教育

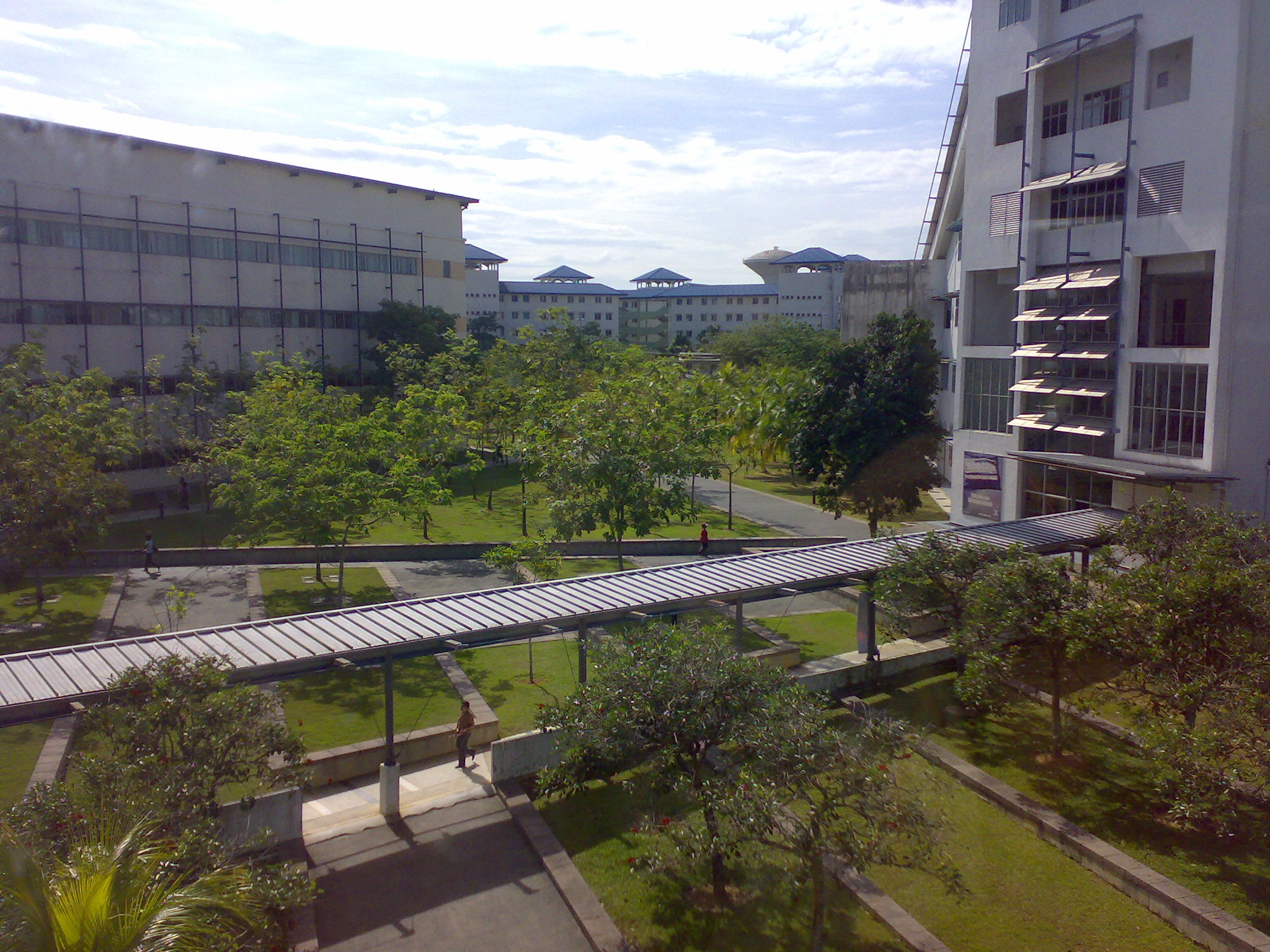
位於賽城的多媒體大學是馬來西亞第一所私立大學。

馬來西亞許多的大專院校都設在雪州，大部分的大学都坐落于州内主要城镇，使雪州成為馬來西亞主要的教育中心之一。
雪州同时也是国内拥有最多大学的州属，总计约超过20所政府及私立大学。其中包括马来西亚国立大学（2018年QS全球大学排行榜中位于第230名）、马来西亚博特拉大学（2018年QS全球大学排行榜中位居第229位）、拉曼大学（2018年泰晤士世界大学排行榜中排600名以内）、澳大利亚莫纳什大学马来西亚分校（2018年QS全球大学排行榜中位于第60位）、英国诺丁汉大学马来西亚分校（2013年QS全球大学排行榜中位于第72位）等等。
以下为雪州大学列表： 

### 國立大學
| 中文校名               | 英文校名                                  | 縮寫 | 成立年份 | 地點   |
| ---------------------- | ----------------------------------------- | ---- | -------- | ------ |
| 馬來西亞國際伊斯蘭大學 | International Islamic University Malaysia | IIUM | 1983     | 鵝嘜   |
| 玛拉工艺大学           | MARA University of Technology             | UiTM | 1999     | 莎亞南 |
| 馬來西亞國民大學       | National University of Malaysia           | UKM  | 1970     | 萬宜   |
| 馬來西亞博特拉大學     | Putra University, Malaysia                | UPM  | 1971     | 沙登   |

### 私立大學
| 中文校名             | 英文校名                                      | 縮寫     | 成立年份 | 地點       |
| -------------------- | --------------------------------------------- | -------- | -------- | ---------- |
| 拉曼大学             | Universiti Tunku Abdul Rahman                 | UTAR     | 2002     | 加影双溪龙 |
| Al-Madinah國際大學   | Al-Madinah International University           | MEDIU    | 2006     | 莎亞南     |
| 百納利大學           | Binary University                             | BUCME    | 1984     | 蒲種       |
| 雪蘭莪大學           | University of Selangor                        | UNISEL   | 1999     | 和莎亚南   |
| 吉隆坡基建大學       | Infrastructure University Kuala Lumpur        | IUKL     | 1973     | 加影       |
| 林國榮創意科技大學   | Limkokwing University of Creative Technology  | LUCT     | 1992     | 賽城       |
| 馬來西亞科技大學     | Malaysia University of Science and Technology | MUST     | 2000     | 八打靈再也 |
| 馬來西亞管理科技大學 | Management and Science University             | MSU      | 2002     | 莎亞南     |
| 思特雅大學           | UCSI University                               | UCSI     | 1997     | 蕉賴       |
| 亚洲城市大学         | Asia Metropolitan University                  | AMU      | 1997     | 蕉赖       |
| 多媒體大學           | Multimedia University                         | MMU      | 1994     | 賽城       |
| 世紀大學             | SEGi University                               | SEGi     | 1977     | 哥打白沙羅 |
| 雙威大學             | Sunway University                             | SUN-U    | 1987     | 雙威鎮     |
| 泰萊大學             | Taylor's University                           | TAYLOR   | 1969     | 梳邦再也   |
| 國能大學             | Tenaga Nasional University                    | UNITEN   | 1976     | 加影       |
| 敦拉萨大学           | Tun Abdul Razak University                    | UNIRAZAK | 1998     | 八打灵再也 |

### 私立大學學院
| 中文校名                 | 英文校名                                                | 縮寫        | 成立年份 | 地點       |
| ------------------------ | ------------------------------------------------------- | ----------- | -------- | ---------- |
| 城市理工大学学院         | City University College of Science and Technology       | CITY UC     | 1984     | 八打灵再也 |
| 賽城大學醫學院           | Cyberjaya University College of Medical Sciences        | CUCMS       | 2005     | 賽城       |
| 双德科技大学学院         | Twintech International University College of Technology | TWINTECH    | 1994     | 萬宜       |
| 万达大学学院             | First City University College                           | FirstCityUC | 1983     | 万达镇     |
| 雪蘭莪國際伊斯蘭大學学院 | Selangor International Islamic University College       | KUIS        | 1995     | 萬宜       |
| 新紀元大學學院           | New Era University College                              | New Era     | 1998     | 加影       |

### 私立學院
| 中文校名         | 英文校名                   | 縮寫 | 成立年份 | 地點     |
| ---------------- | -------------------------- | ---- | -------- | -------- |
| 德国马来西亚学院 | German-Malaysian Institute | GMI  | 1991     | 万宜新镇 |

### 外國大學馬來西亞分校
| 中文校名   | 英文校名                                 | 縮寫   | 成立年份 | 地點     | 來自 |
| ---------- | ---------------------------------------- | ------ | -------- | -------- | ---- |
| 厦门大学   | Xiamen University Malaysia Campus        | XMUM   | 2015     | 沙叻丁宜 | 中国 |
| 諾丁漢大學 | University of Nottingham Malaysia Campus | UNMC   | 2000     | 士毛月   | 英國 |
| 莫納什大學 | Monash University Malaysia               | Monash | 1998     | 雙威鎮   | 澳洲 |

### 华文中小学列表

#### 国民型华文中学
- 巴生中华国民型华文中学（SMJK Chung Hwa, Shah Alam）
- 八打灵公教国民型华文中学（SMJK Katholik）
- 巴生光华国民型华文中学（SMJK Kwang Hua, Klang）
- 育群国民型华文中学（SMJK Yoke Kuan）
- 育华国民型华文中学（SMJK Yu Hua）

#### 华文独立中学
- 巴生光华独立中学
- 巴生滨华中学
- 巴生兴华中学
- 巴生中华独立中学

#### 国民型华文小学
雪兰莪共有113所华小，其中八打灵县有23所，为州内最多华小的县，下表为雪兰莪各县华小数量。
| 序 | 县           | 数量 |
| -- | ------------ | ---- |
| 1  | 八打灵县     | 23   |
| 2  | 巴生县       | 21   |
| 2  | 乌鲁冷岳县   | 16   |
| 4  | 瓜拉雪兰莪县 | 12   |
| 5  | 沙白安南县   | 10   |
| 5  | 乌鲁雪兰莪县 | 9    |
| 7  | 鹅唛县       | 8    |
| 8  | 瓜拉冷岳县   | 7    |
| 9  | 雪邦县       | 7    |

## 医院
以下是雪州的政府及私人医院：
政府医院
- 加影医院
- 沙登医院
- 双溪毛糯医院
- 巴生医院（Tengku Ampuan Rahimah Hospital）
- 士拉央医院
- 安邦医院
- 万津医院
- 沙白安南医院（Tengku Ampuan Jemaah Hospital）
- 丹绒加弄医院
- 新古毛医院
- 莎亚南医院
- 赛城医院

私人医院
- Alpha专科医院
- Assunta医院
- 梳邦再也医药中心（Subang Jaya Medical Centre）
- Beacon国际专科医院
- BP专科医院
- 哥伦比亚亚洲医院（Columbia Asia Hospital）
- DEMC专科医院（莎亚南）
- Golden Horses健康庇护所
- Ampang Puteri KPJ专科医院
- 白沙罗KPJ专科医院
- 加影KPJ专科医院
- 巴生KPJ专科医院
- 雪兰莪KPJ专科医院
- Lifecare Diagnostic医药中心
- 班台医院（巴生）
- 森那美医药中心（梳邦再也）
- 森那美医药中心（阿拉白沙罗(Ara Damansara)）
- Sri Kota 专科医药中心（巴生）
- 双威医疗中心（Sunway Medical Centre）
- 丽阳医药中心（哥打白沙罗，Tropicana Medical Centre）
- 敦胡先翁国家眼科医院（Tun Hussein Onn National Eye Hospital）
- Vista眼科专科（Vista Eye Specialist）

## 饮食
雪兰莪的传统马来饮食受柔佛、布吉人、爪哇、米南佳保人的文化影响。
巴生罗惹和巴生Lontong是巴生和莎亚南著名美食。其他美食有Mee Rebus、加影沙爹、Nasi Ambeng、雪兰莪叻沙、Soto、Sambal Tahun、Bakso、Ketam Darul Ehsan、Ikan Masak Asam Pedas、Ayam Masak Kicap和Sayur Masak Rebung。

## 媒体

### 电视

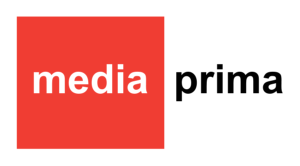
首要媒体

雪州电视服务由七个免费电视台、一个卫星电视和两个网络电视组成。其中三个免费电视台由马来西亚广播电视（RTM）管理。马来西亚广播电台一个联邦政府旗下的机构，总部设在吉隆坡。另外三个商业电视台由首要媒体（Media Prima）管理。首要媒体是一个私营公司，总部位于雪兰莪州万达镇。卫星电视由全国性的Astro大马控股有限公司拥有。而雪兰莪州政府也拥有一个网络电视平台。
| 电视台名称                  | 口号                                      | 官方网站                        | 所属集团                          |
| 免费电视台                  |                                           |                                 |                                   |
| TV1 RTM第一台               | Mewarnaimu 增添色彩                       | 官方网站 （页面存档备份，存于） | 马来西亚广播电视（公营无线电视）  |
| TV2 RTM第二台               | Dunia Ria 娱乐世界                        | 官方网站 （页面存档备份，存于） | 马来西亚广播电视（公营无线电视）  |
| TVi RTM TVi（無線數位電視） |                                           | 官方网站 （页面存档备份，存于） | 马来西亚广播电视（公营无线电视）  |
| TVAlhijrah 伊斯兰台         | Rapatkan Saf                              | 官方网站 （页面存档备份，存于） | Al Hijrah媒体集团（公营无线电视） |
| TV3                         | Inspirasi Hidupku / My Life's Inspiration | 官方网站                        | 首要媒体                          |
| TV Pendidikan               | Pembelajaran Menglangkaui Bilik Darjah    | 官方网站 （页面存档备份，存于） | 首要媒体（马来西亚教育部所属）    |
| 8TV 八度空间                | 与众不同We're Different                   | 官方网站 （页面存档备份，存于） | 首要媒体                          |
| TV9 第九电视                | Dekat di Hati / Close to the heart        | 官方网站 （页面存档备份，存于） | 首要媒体                          |
| 卫星电视                    |                                           |                                 |                                   |
| Astro                       | 缤纷世界 充实人生 Making Your Life Richer | 官方网站 （页面存档备份，存于） | Usaha Tegas集团控股               |
| 网络电视台                  |                                           |                                 |                                   |
| 雪兰莪TV                    | Merakyatkan Informasi 使人民获得资讯      | 官方网站 （页面存档备份，存于） | 雪兰莪州政府                      |
| 百格时事                    |                                           | 官方网站 （页面存档备份，存于） | 世华多媒体有限公司                |

### 电台
雪州内电台服务分为两种，分别是FM和短波广播（SW）频率，并通过乌鲁加里山和加影的发射讯号至全州各地。
雪州可收听的电台如下
| 电台名称         | 电台频率               | 语言           | 口号                                        | 官网 |
| 首要媒体旗下电台 |                        |                |                                             |      |
| 8 FM             | 88.1                   | 汉、粤         |                                             |      |
| Hot FM           | 97.6                   | 马             |                                             |      |
| Fly FM           | 95.8                   | 英             |                                             |      |
| Astro电台        |                        |                |                                             |      |
| Mix FM           | 94.5                   | 英             |                                             |      |
| Hitz FM          | 92.9                   | 英             |                                             |      |
| Sinar FM         | 96.7                   | 马             |                                             |      |
| Red FM           | 104.9                  | 英             |                                             |      |
| THR Raaga        | 99.3                   | 淡             |                                             |      |
| My FM            | 101.8                  | 汉、粤         | 音乐无限 贴心空间 Great Music Great Company |      |
| Melody FM        | 103.0                  | 汉             |                                             |      |
| Era FM           | 103.3                  | 马             |                                             |      |
| LiteFM           | 105.7                  | 英             |                                             |      |
| Capital FM       | 88.9                   | 英             |                                             |      |
| 马来西亚广播电视 |                        |                |                                             |      |
| Selangor FM      | 100.9                  | 马             |                                             |      |
| KLFM             | 97.2                   | 马             |                                             |      |
| Pahang FM        | 107.5                  | 马             |                                             |      |
| Asyik FM         | 102.5 FM, 6.050 kHz SW | 马             |                                             |      |
| Muzik FM         | 95.3                   | 马             |                                             |      |
| Radio Klasik FM  | 98.3 FM, 5.965 kHz SW  | 马             |                                             |      |
| Minnal FM        | 96.3                   | 淡             |                                             |      |
| TraXX FM         | 100.1 FM, 7.295 kHz SW | 英             |                                             |      |
| 爱FM             | 106.7/89.3             | 汉、粤、闽和客 |                                             |      |
| 马来西亚星报     |                        |                |                                             |      |
| 988电台          | 98.8                   | 汉、粤         |                                             |      |
| Suria FM         | 105.3                  | 马             |                                             |      |

其他主要电台有Best104（104.1，柔佛区域电台）、BFM（89.9，英文商业电台）、IKIM.fm（91.5，伊斯兰电台）、Salam FM（102.5，伊斯兰电台）、Bernama FM（93.9，马、英、淡新闻电台，属于马新社）。而位于雪霹边境地区可接收Perak FM（89.6 MHz/95.6 MHz）及雪森边境地区可接收Negeri FM（92.6 MHz）。
地方社区电台包括由玛拉工艺大学（MARA）运作的UFM (93.6) 和由博特拉大学运作的Putra FM (90.7) ，都是面向该校大学生的电台。

### 新闻出版
雪州主要报刊为：

#### 马来文
- 《每日新闻》（Berita Harian）
- 《马来前锋报》（Utusan，巫统党报）
- 《世界报》（Kosmo！）
- 《大都会日报》(in Bahasa Malaysia)
- 《阳光日报》（Sinar Harian）
- 《当今雪兰莪 （页面存档备份，存于）》（Selangor Kini）

#### 英文
- 《新海峡时报》（New Straits Times）(in English)
- 《星报》（The Star，马华公会持有四成股份）
- 《马来邮报》（The Malay Mail）
- 《太阳报》（The Sun，免费发售）

#### 华文
- 《南洋商报》（Nanyang Siang Pau）
- 《星洲日报》（Sin Chew Jit Poh / Sin Chew Daily）
- 《中国报》（China Press）
- 《当今大马》（Malaysiakini）

#### 淡米尔文
- 《马来西亚南班》（Malaysia Nanban）
- 《淡米尔尼申》（Tamil Nesan）
- 《麦卡奥赛》（Makkal Osai）

#### 官方党报
- 《哈拉卡报》（Harakah，伊斯兰党党报，

，有巫、英两种语文）
- 《公正之声》（Suara Keadilan，人民公正党党报，为雪州联合政府成员党之一）

## 图片集

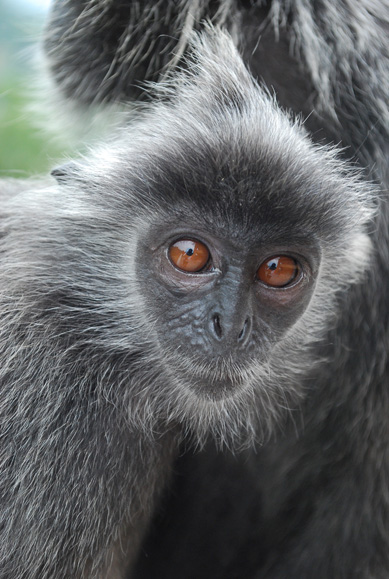
武吉美拉华帝的银叶猴
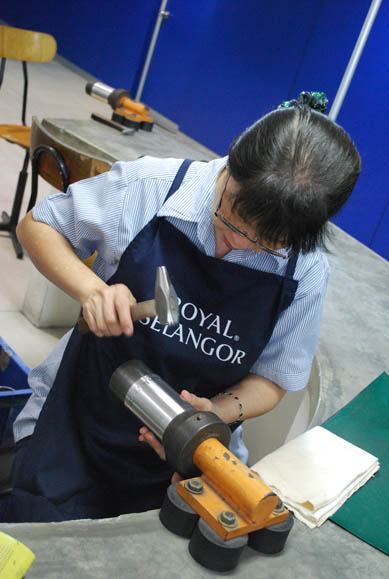
皇家雪兰莪锡鑞
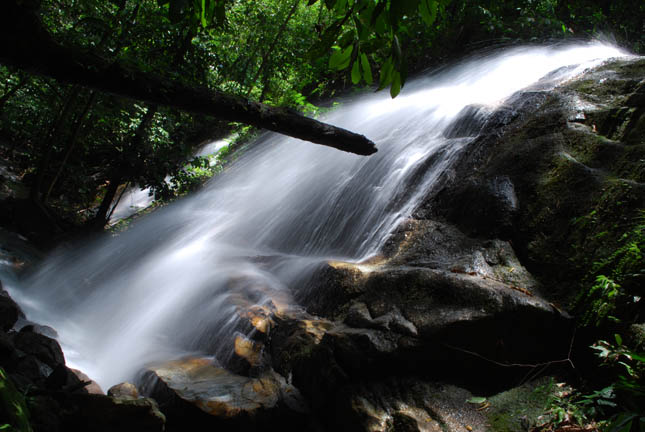
共和联邦运动会森林公园
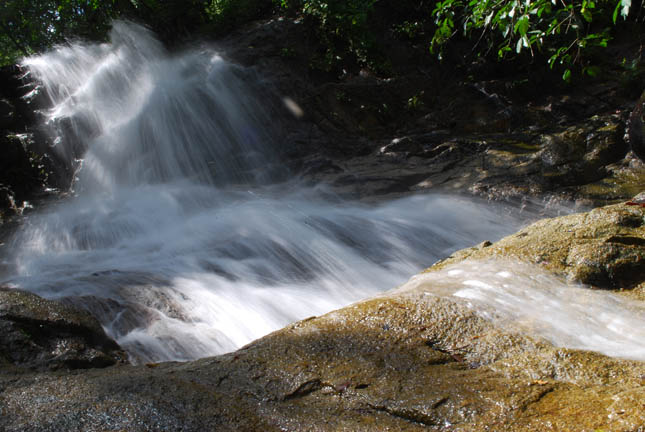
间征雨林瀑布
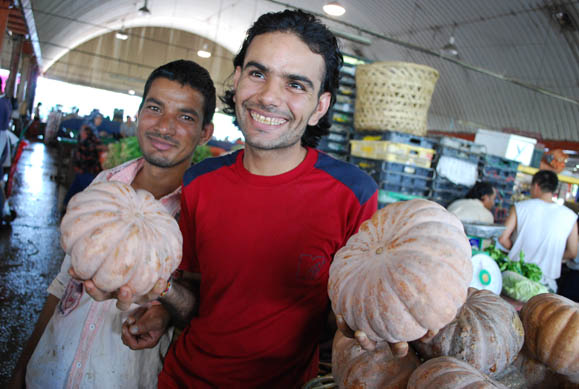
士拉央巴刹
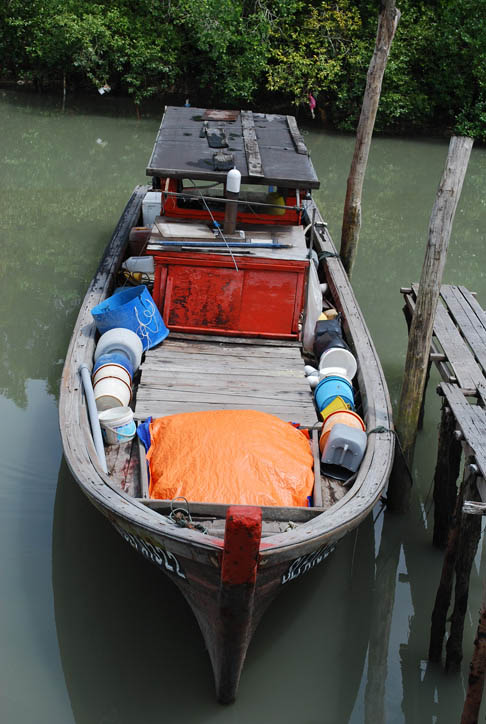
吉胆岛
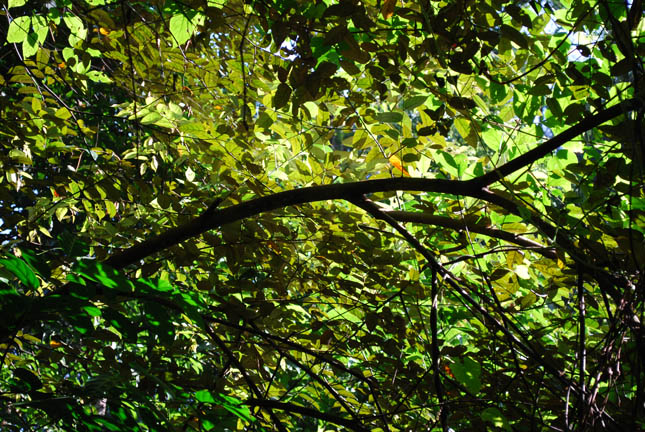
马来西亚森林研究院 (FRIM)